# Chris Ward (joueur d'échecs)
Pour les articles homonymes, voir Chris Ward et Ward.
Chris G. Ward (né le 26 mars 1968) est un grand maître international britannique du jeu d'échecs, auteur de livres d'échecs et entraîneur d'échecs. Il a remporté le Championnat d'échecs de Grande-Bretagne en 1996, s'adjugeant à cette occasion le titre de grand maître international. Chris Ward enseigne le jeu d'échecs dans de nombreuses écoles.